# 台北通
台北通（英語：TaipeiPASS，視覺化：TAIPEI PASS）是由臺北市政府資訊局開發的單一身份識別應用程式，整合臺北市政府的實體卡證服務與線上市政服務，且會員資格不限台北市民申請，只要是在台北生活圈的民眾皆可下載使用。根據資訊局說法，此為過去台北卡3.0服務的升級版，希望藉此打造便民環境，實現以人為本的智慧城市。

## 功能
台北通服務包含卡證、服務、帳單、優惠等4大應用面向，卡證種類主要分為多卡合一的虛擬卡及特殊身份核發的實體卡證。

### 卡證

#### 實體卡證
敬老卡、愛心卡、愛心陪伴卡、數位學生證及兒童優惠卡等數位悠遊卡。

#### 虛擬卡證
臺北市政府員工或市民之卡證，包含員工服務證、公教人員退休證、志願服務榮譽卡、自行車證、圖書館個人借閱證／家庭圖書證、職安教育訓練證、低收入戶／中低收入戶卡、原民卡。
借閱書籍，同時也能配合防疫實名制，掃描台北通QR碼就能迅速入場。

### 服務
嚴重特殊傳染性肺炎疫情期間與簡訊實聯制同時做為公眾集會管制措施，實施範圍包含位於台北市的大型場館與公立機關、學校。同時鼓勵店家、機關團體、運輸業者等單位使用。
臺北市政府與所屬各機關、學校提供的多項線上平台所提供之線上服務皆可以使用台北通登入使用，包含陳情、申訴、補助與社會福利的申辦服務。台北通同時作為地方公民投票在提案與連署的電子管道。

## 爭議
臺北市政府公務人員曾反應綁定員工證的實名制方式，引發市府員工抱怨不方便和浪費公帑。臺北市政府秘書長陳志銘說明，新的系統只是提供員工另一種實名制選擇，綁定台北通可以用感應的方式，比較快，也可以直接用手機掃QR碼，不一定要用員工證綁，別的悠遊卡也可以。
台北通引發外界對個資隱私、數位足跡等質疑，台北市議員苗博雅、林亮君曾發起「拒絕台北通強迫推銷」全民連署活動，台北市議會決議北市府所屬各機關、學校提供的公共服務，應提供多元申請登錄方式，不能僅用台北通作為唯一申請管道。